# Cratere Ashîma
Ashîma è un cratere sulla superficie di Ganimede.